# Spin-orbitale
Lo spin-orbitale è una funzione d'onda, che costituisce una soluzione fisicamente accettabile dell'equazione di Schrödinger, associata ad una particella, espressa tramite le coordinate spaziali e il momento angolare di spin.
In chimica quantistica lo spin-orbitale di un elettrone assume importanza nella trattazione teorica del legame chimico. In questo caso, oltre al vettore {\displaystyle {\vec {r}}}, che definisce le coordinate negli assi cartesiani, lo spin può assumere valori +½ o −½.
Riassumendo, lo spin-orbitale si può indicare come una funzione {\displaystyle \phi } del tipo
{\displaystyle \operatorname {\phi } ({\vec {r}},m_{s})}
Nella prassi pratica uno spin-orbitale viene solitamente normalizzato, il che significa avere la certezza di identificare la presenza di un elettrone in un punto qualsiasi dell'universo. In termini matematici ciò significa che lo spin-orbitale deve soddisfare la condizione
{\displaystyle \sum _{m_{s}=-s}^{s}\int _{\infty }d^{3}{\vec {r}}\;|\phi ({\vec {r}},m_{s})|^{2}=1}
Tramite l'utilizzo di uno spin-orbitale in forma normalizzata è possibile calcolare la probabilità di rinvenire una generica particella, caratterizzata da momento di spin {\displaystyle m_{s}}, in un volume V qualsiasi dello spazio:
{\displaystyle P(V,m_{s})=\int _{V}d^{3}{\vec {r}}\;|\phi ({\vec {r}},m_{s})|^{2}}
Il legame chimico è correlato alle zone di massima densità elettronica.